# 波特托韋洛縣
3°43′12″S 79°37′12″W / 3.72000°S 79.62000°W
波特托韋洛縣（西班牙語：Cantón Portovelo），是厄瓜多爾的縣份，位於該國南部，由埃爾奧羅省負責管轄，面積286平方公里，海拔高度650米，2001年人口11,024，人口密度每平方公里39.09人。